# Ministère fédéral des Affaires du Bundesrat
Le ministère fédéral des Affaires du Bundesrat (en allemand : Bundesministerium für Angelegenheiten des Bundesrates) est le ministère responsable des relations avec le Bundesrat et les Länder au sein du gouvernement fédéral ouest-allemand entre 1949 et 1969.

## Missions

### Fonctions
Le ministère est chargé d'assurer la bonne transmission de l'information entre d'un côté le Bundesrat et les représentations des Länder, et de l'autre côté le gouvernement fédéral.

### Organisation
Il est organisé comme suit :
- Département central (Zentralabteilung) : organisation des services (personnel, budget, relations avec la presse) ;
- Département politique (Politischen Abteilung) : liaison entre le Bundestag, le Bundesrat et les représentations fédérales des Länder ; secours dans les situations d’urgence ;
- Département juridique (Rechtsabteilung) : contrôle du respect de la répartition des compétences entre fédération et les Länder ; vérification de la nécessité de l’approbation d’une loi par le Bundesrat.

## Histoire
Institué en 1949 dans le premier gouvernement de Konrad Adenauer, le ministère est renommé en ministère fédéral des Affaires du Bundesrat et des Länder (Bundesminister für Angelegenheiten des Bundesrates und der Länder ) en 1957. Il est dissous 12 ans plus tard, ses fonctions revenant à la chancellerie fédérale.

### Ministres
| Nom | Nom                      | Mandat     | Mandat     | Parti  | Cabinet(s)                |
| --- | ------------------------ | ---------- | ---------- | ------ | ------------------------- |
| | Heinrich Hellwege        | 20/09/1949 | 07/06/1955 | DP     | Adenauer I et II          |
| | Hans-Joachim von Merkatz | 08/06/1955 | 14/12/1962 | DP/CDU | Adenauer II, III et IV    |
| | Alois Niederalt          | 14/12/1962 | 01/12/1966 | CSU    | Adenauer V Erhard I et II |
| | Carlo Schmid             | 01/12/1966 | 21/10/1969 | SPD    | Kiesinger                 |
| Titre du portefeuille : - 1949-57 : Affaires du Bundesrat ; - 1957-69 : Affaires du Bundesrat et des Länder. |                          |            |            |        |                           |